# 5343 Ryzhov
5343 Ryzhov è un asteroide della fascia principale. Scoperto nel 1977, presenta un'orbita caratterizzata da un semiasse maggiore pari a 2,2751292 UA e da un'eccentricità di 0,1276868, inclinata di 8,33827° rispetto all'eclittica.